# Отвиль (Арденны)
Отви́ль (фр. Hauteville) — коммуна во Франции, находится в регионе Шампань — Арденны. Департамент — Арденны. Входит в состав кантона Шато-Порсьен. Округ коммуны — Ретель.
Код INSEE коммуны — 08219.
Коммуна расположена приблизительно в 165 км к северо-востоку от Парижа, в 70 км севернее Шалон-ан-Шампани, в 37 км к юго-западу от Шарлевиль-Мезьера.

## Население
Население коммуны на 2008 год составляло 114 человек.
| 1962 | 1968 | 1975 | 1982 | 1990 | 1999 | 2008 |
| ---- | ---- | ---- | ---- | ---- | ---- | ---- |
| 119  | 140  | 123  | 114  | 121  | 111  | 114  |

## Администрация
| Период | Период | Фамилия       | Партия | Должность |
| ------ | ------ | ------------- | ------ | --------- |
| 2001   | 2008   | Доминик Лапье |        |           |
| 2008   |        | Даниель Прен  |        |           |

## Экономика
В 2007 году среди 81 человек в трудоспособном возрасте (15—64 лет) 64 были экономически активными, 17 — неактивными (показатель активности — 79,0 %, в 1999 году было 69,6 %). Из 64 активных работали 60 человек (37 мужчин и 23 женщины), безработных было 4 (2 мужчин и 2 женщины). Среди 17 неактивных 5 человек были учениками или студентами, 9 — пенсионерами, 3 были неактивными по другим причинам.

## Фотогалерея
- Въезд в Отвиль
- Церковь
- Крест
- Памятник погибшим в Первой мировой войне